# Estación Hurlingham
Hurlingham es una estación ferroviaria ubicada en la localidad Homónima, en el Partido Homónimo, Provincia de Buenos Aires, Argentina.

## Ubicación
Se encuentra emplazada sobre la avenida Jauretche, posee un andén sobre la calle Richieri (hacia Retiro) y el otro por Remedios de Escalada (hacia José C. Paz, Pilar y Domingo Cabred).

## Servicios
La estación corresponde a la Línea San Martín de los ferrocarriles metropolitanos de Buenos Aires que conecta las terminales Retiro, José C. Paz, Pilar y Domingo Cabred. 

## Historia

### Bar "Moni"
En la estación se encuentra el Bar "Moni", de quién era habitué Luca Prodan cuando vivía en la zona y tocaba en la legendaria banda Sumo.

### Renovación
La estación de Hurlingham del ferrocarril San Martín fue renovada en el año 2014 por parte del Estado Argentino. Se renovó todo el material rodante y se trabajó en la elevación de los andenes.
A las reformas de la estación de Hurlingham se suma la renovación de la estación de William Morris también perteneciente al ferrocarril San Martín en el mismo distrito.

## Imágenes

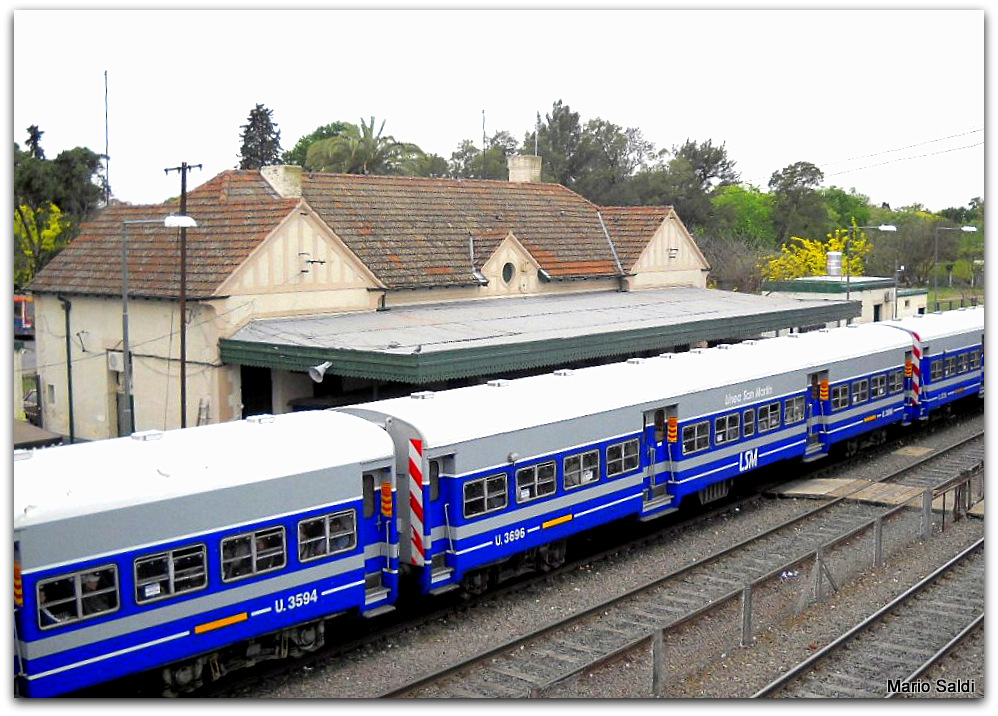
Hacia el año 2009
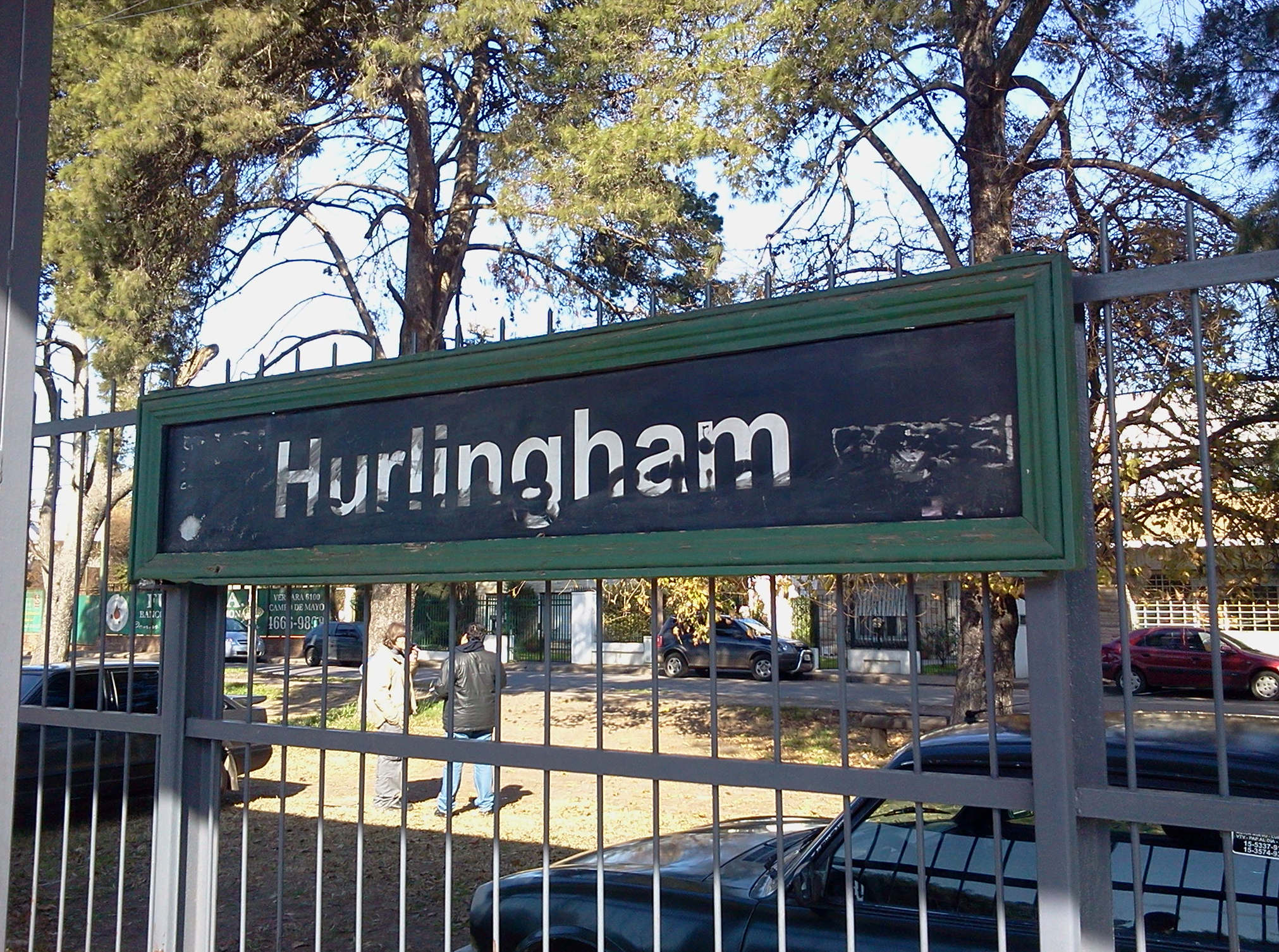
Cartel nomenclador
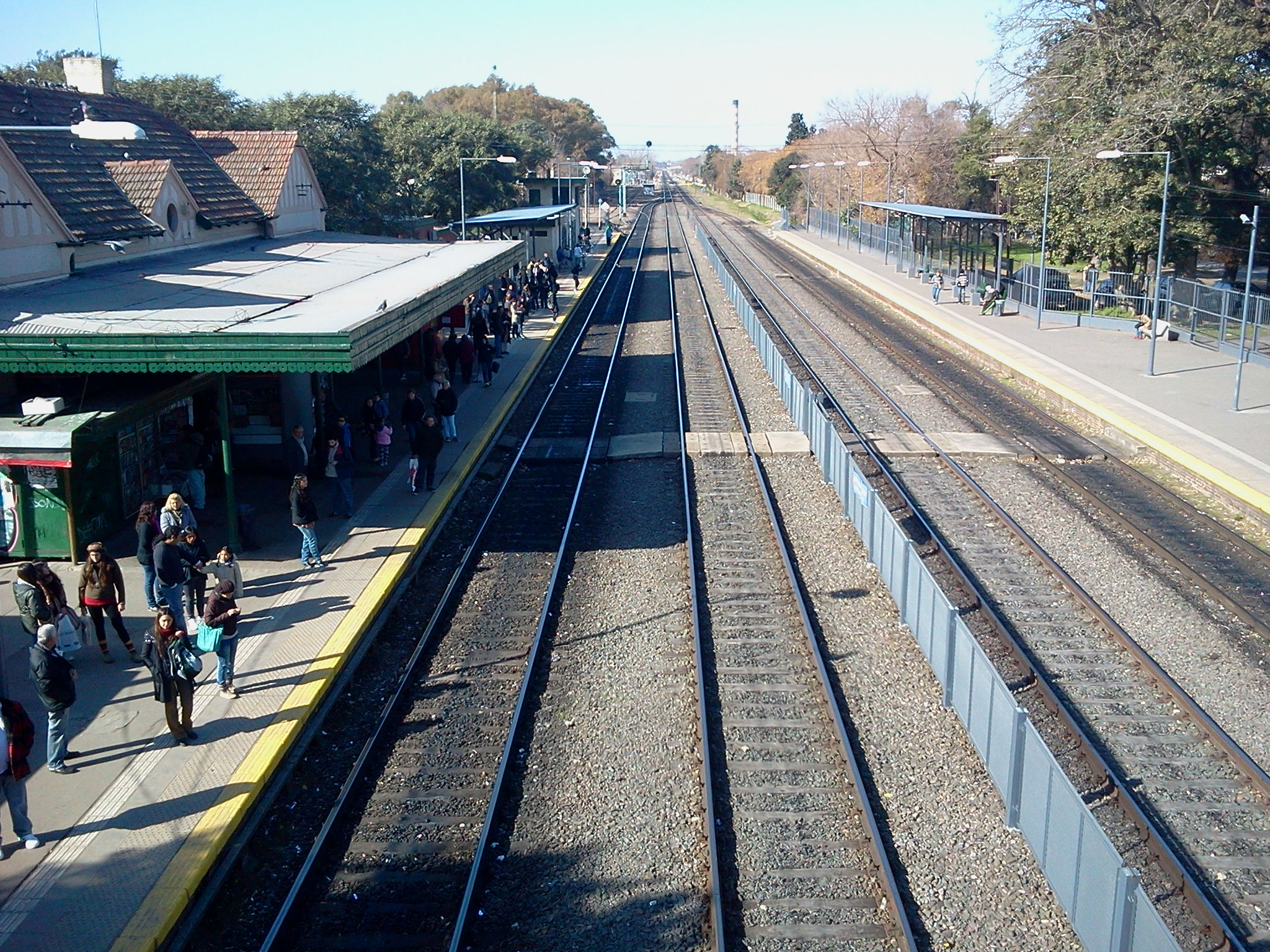
Andenes sin elevar
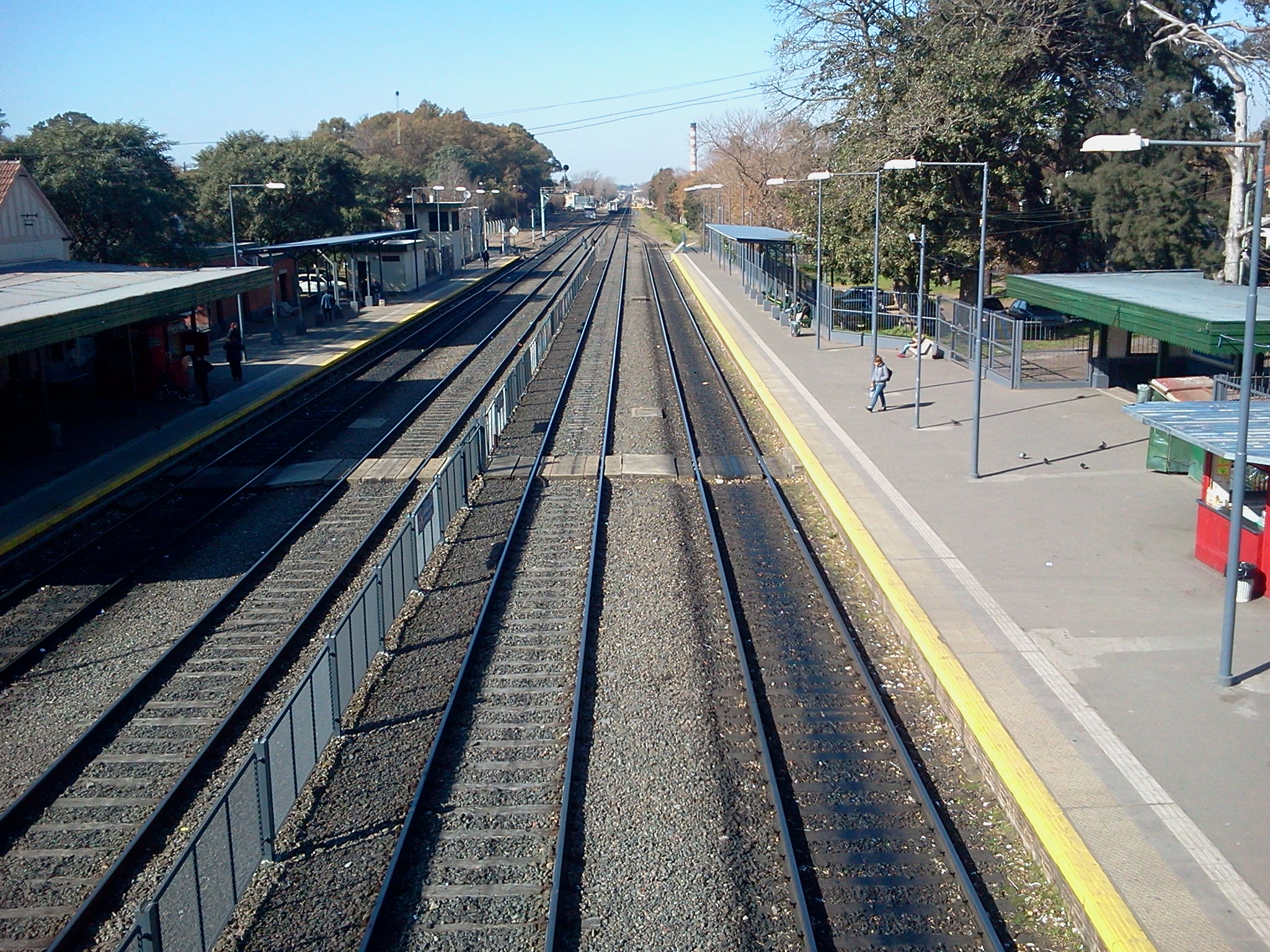
Andenes sin elevar